# Carpelimus longifilous
Carpelimus longifilous – gatunek chrząszcza z rodziny kusakowatych i podrodziny kozubków.
Gatunek ten opisany został po raz pierwszy w 2020 roku przez Michaiła Gildienkowa na łamach „Russian Entomological Journal”. Jako lokalizację typową wskazano rejon na północny zachód od Sabbang w indonezyjskiej prowincji Celebes Południowy. Epitet gatunkowy oznacza po łacinie „długonitkowaty” i odnosi się do kształtu wierzchołków paramer w genitaliach samca.
Chrząszcz o wydłużonym ciele długości 3 mm, lekko błyszczącym, ubarwionym czarno z brązowymi odnóżami i czułkami, porośniętym jasnymi i krótkimi szczecinkami. Głowa jest szersza niż dłuższa, u nasady szczególnie szeroka, w części szyjnej wyraźnie zwężona, nadzwyczaj drobno i gęsto punktowana, o niemal niewykształconych skroniach, wielokrotnie dłuższych od nich, dużych i wypukłych oczach złożonych, zaopatrzona w dość długie czułki z wszystkimi członami dłuższymi niż szerokimi. Przedplecze jest bardzo drobno, bardzo delikatnie i gęsto punktowane, a na jego dysku znajduje się słabo widoczny, wąski wcisk podłużny w części środkowo-przedniej, para nerkowatych wcisków pośrodku i para wcisków u podstawy, łączących się w diamentowaty kształt. Boki przedplecza są na przedzie zaokrąglone, a dalej proste. Okrągłe, słabo zaznaczone wciski zdobią tarczkę. Pokrywy są pokryte drobnymi, delikatnymi i gęsto rozmieszczonymi punktami. Powierzchnia odwłoka jest delikatnie szagrynowana.
Owad endemiczny dla indonezyjskiej wyspy Celebes, znany tylko z miejsca typowego. Spotykany na rzędnych 400 m n.p.m.